# Phlugis bullatinotum
Phlugis bullatinotum är en insektsart som beskrevs av Nickle 2003. Phlugis bullatinotum ingår i släktet Phlugis och familjen vårtbitare. Inga underarter finns listade i Catalogue of Life.